# شهرستان الخارت (ایندیانا)
شهرستان الخارت، ایندیانا (به انگلیسی: Elkhart County, Indiana) شهرستانی در ایالات متحده آمریکا است که در ایندیانا واقع شده‌است.